# Uniesław (województwo zachodniopomorskie)
Uniesław (do 1945 niem. Felixhof) – osada w Polsce położona w województwie zachodniopomorskim, w powiecie sławieńskim, w gminie Malechowo.
W latach 1975–1998 wieś położona była w województwie koszalińskim.